# جيف بيج
جيف بيج (بالإنجليزية: Geoff Page) هو كاتب سير وشاعر أسترالي، ولد في 7 يوليو 1940 في جرافتون في أستراليا.